# شون فوري
شون فوري (بالإنجليزية: Sean Furey)‏ هو رامي الرمح ‏ أمريكي، ولد في 31 أغسطس 1982 في ميثيون في الولايات المتحدة.

## وصلات خارجية
- شون فوري على موقع الاتحاد الدولي لألعاب القوى (الإنجليزية)
- شون فوري على موقع الاتحاد الأمريكي لسباقات المضمار والميدان (الإنجليزية)
- شون فوري على موقع أوليمبيديا (الإنجليزية)
- شون فوري على موقع اللجنة الأولمبية والبارالمبية الأمريكية (الإنجليزية)